# Krueng Ceh
Krueng Ceh is een bestuurslaag in het regentschap Nagan Raya van de provincie Atjeh, Indonesië. Krueng Ceh telt 426 inwoners (volkstelling 2010).